# Loges en bruyère d'Anjou-Touraine
Les loges en bruyère (ou en brande) d'Anjou-Touraine sont des bâtiments agricoles à ossature bois comprenant des bois plantés, et pourvus d'une couverture en bruyère.

## Historique
L'existence de loges en Anjou est attestée aux XIe – XIIe siècles dans le cartulaire de l'abbaye Notre-Dame de Fontevraud (lociae ou logiae). En Anjou et Touraine, des livres terriers du XVIIIe siècle mentionnent des « loges faites de bois » et des « granges couvertes de bruyère ». D'autre part, de nombreux noms de lieux d'origine ancienne comprennent le mot « loge » au singulier ou au pluriel.
Le fait que ces bâtiments nécessitent régulièrement entretien et réparations a permis de conserver le savoir-faire au fil du temps. C'est ainsi que des constructions nouvelles ou réparations importantes ont encore eu lieu au début du XXe siècle, et jusque dans les années 1940-1970. De plus, durant la Seconde Guerre mondiale et les années suivantes, la pénurie de tôle ondulée a accru l'intérêt pour cette technique de construction.

## Aire de répartition
D’après des travaux d’inventaire, l’aire de répartition de ces loges avant le milieu du XXe siècle s’étendait de la Sarthe au Berry, avec présence attestée en Champagne berrichonne, dans le Chinonais, le Vendômois et en Mayenne.
Les loges les plus récentes, encore debout au début du XXIe siècle ou disparues aux alentours des années 2000, se situent entre Angers et Tours, au nord-est du Maine-et-Loire et au nord-ouest de l'Indre-et-Loire,,,.

## Appellations locales
Selon leur lieu d'implantation, les loges de bruyère peuvent s'appeler hangars en bruyère en Gâtine, lorgeaux dans la région de Bourgueil, balets ou ballets en Chinonnais, loges à la limite du Maine,,, voire parfois chaumines,.
Quant à l'Erica scoparia, qui est la base de leur couverture, elle peut être dénommée bruyère à balais, brande, grande bruyère, bruyère mâle en Anjou ou cerveline.

## Description

### Typologie
Deux conceptions se présentent :
- les loges à chevrons plantés formant fermes : les chevrons constituent la charpente des parois latérales et de la toiture[8] ;
- les loges à poteaux plantés : ce type s'inspire davantage de la conception d'un bâtiment conventionnel[12].

En Touraine, on trouve les deux types de loges, tandis qu'en Anjou prédomine le second. Dans une aire géographique donnée, le maintien ou le développement de l'un ou de l'autre type découle surtout de la tradition et de la transmission du savoir-faire. Les dimensions moyennes d'une loge sont de 10 m x 5 m, les plus petites ayant une longueur de 7 m, les plus grandes de 15 à 30 m.

### Usage
L'utilisation de ces loges est diverse : remise à matériel agricole, garage, bûcher, fenil, séchoir à tabac, atelier de vinification, bergerie...

### Matériaux
Les essences de bois utilisées sont le chêne, le pin, l'acacia et le châtaignier pour les bois les plus fins. Selon les utilisations, ces bois peuvent se présenter sous forme de grumes, ou écorcés, équarris, refendus. La couverture est constituée de fagots ou bottes de bruyère séchée d'environ 1,70 m de long,.
Pour les ligatures, le fil de fer a remplacé les fibres végétales d'autrefois — viorne ou écorce de ronce.

### Architecture

#### Structure
En prenant l'exemple d'une loge à chevrons plantés formant fermes, les chevrons, en pin ou châtaignier écorcé, sont plantés et calés, en pied, sur une pierre plate enfouie dans un trou et sont posés, en tête, de part et d’autre d'une perche faîtière supportée provisoirement par deux poteaux retirés à la fin du chantier. Les chevrons sont cloués sur la faîtière. Un lattis de fines perches longitudinales, qui recevra la couverture de bruyère, est cloué sur les chevrons. Des bois de renforcement complémentaire peuvent être rapportés — entraits, contreventements. Les deux versants de la toiture présentent une pente importante, de l'ordre de 70°. À une extrémité, une porte est généralement aménagée, ainsi qu'un auvent.

#### Couverture
Les fagots de la couverture, extrémités fines orientées vers le bas, sont posés sur le lattis avec lequel ils sont solidarisés par des perches de compression longitudinales ligaturées aux chevrons. Les bottes ne sont donc pas directement ligaturées mais plaquées — en quelque sorte pincées — sur le lattis. Le montage se fait en commençant par la rangée la plus basse. Chaque rangée recouvrant celle qui l'a précédée, cette conception favorise l'écoulement de l'eau et permet de masquer les perches de compression.
La couverture du faîtage est réalisée avec des bottes plus petites solidarisées deux par deux, de part et d'autre de la faîtière, par une aiguille d'acacia ou une ligature serrée, permettant ainsi un chevauchement de la faîtière, tel un « chapeau de bruyère »,.

#### Environnement et esthétique
Ne comportant que des matériaux végétaux biodégradables de provenance locale, ces bâtiments respectent l'environnement et s'intègrent aisément dans le paysage, même si leur toit descendant jusqu'à terre, leur ligne de faîte en crinière, parfois plus haute à l'avant, et leur auvent en nez cassé ou à pans coupés, donnent à certaines loges un aspect tout à fait singulier.

## Structures similaires hors Anjou-Touraine
Des structures similaires ont été trouvées dans d'autres régions de France, notamment dans le Berry, les Deux-Sèvres, la Vienne,, les Landes, la Nièvre, le Quercy, la Normandie, la Corrèze et la Saintonge.

## Galerie

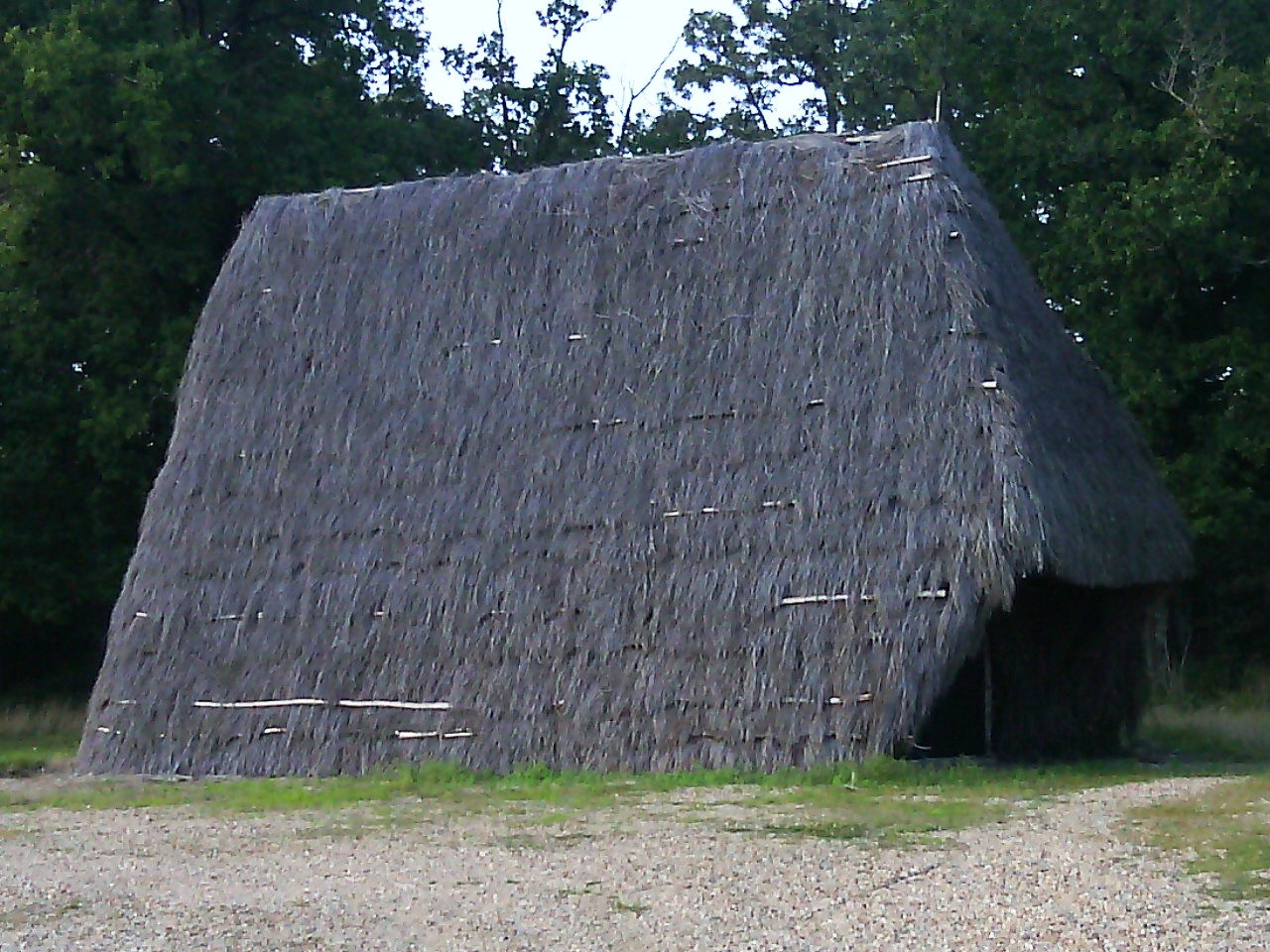
Loge en bruyère à Ambillou (Indre-et-Loire)
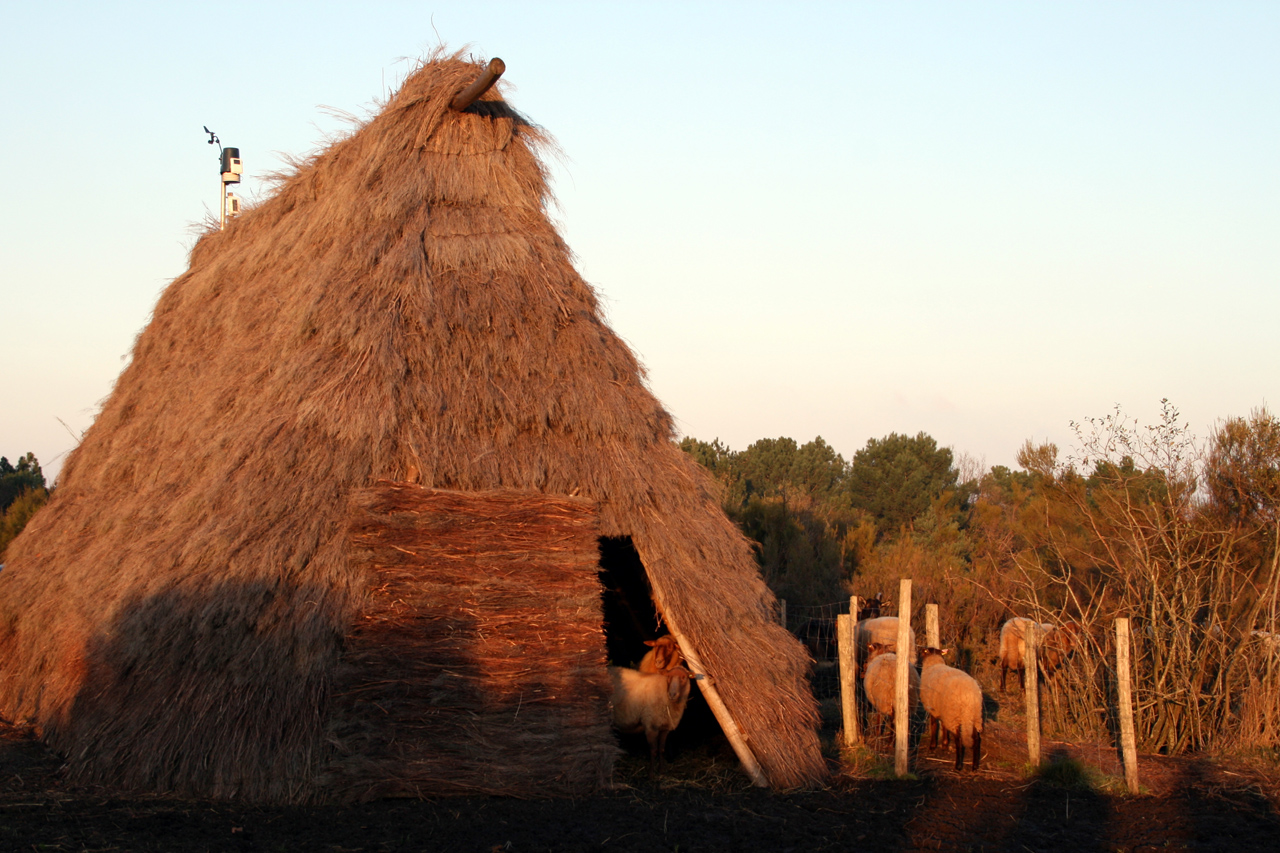
Loge servant de bergerie
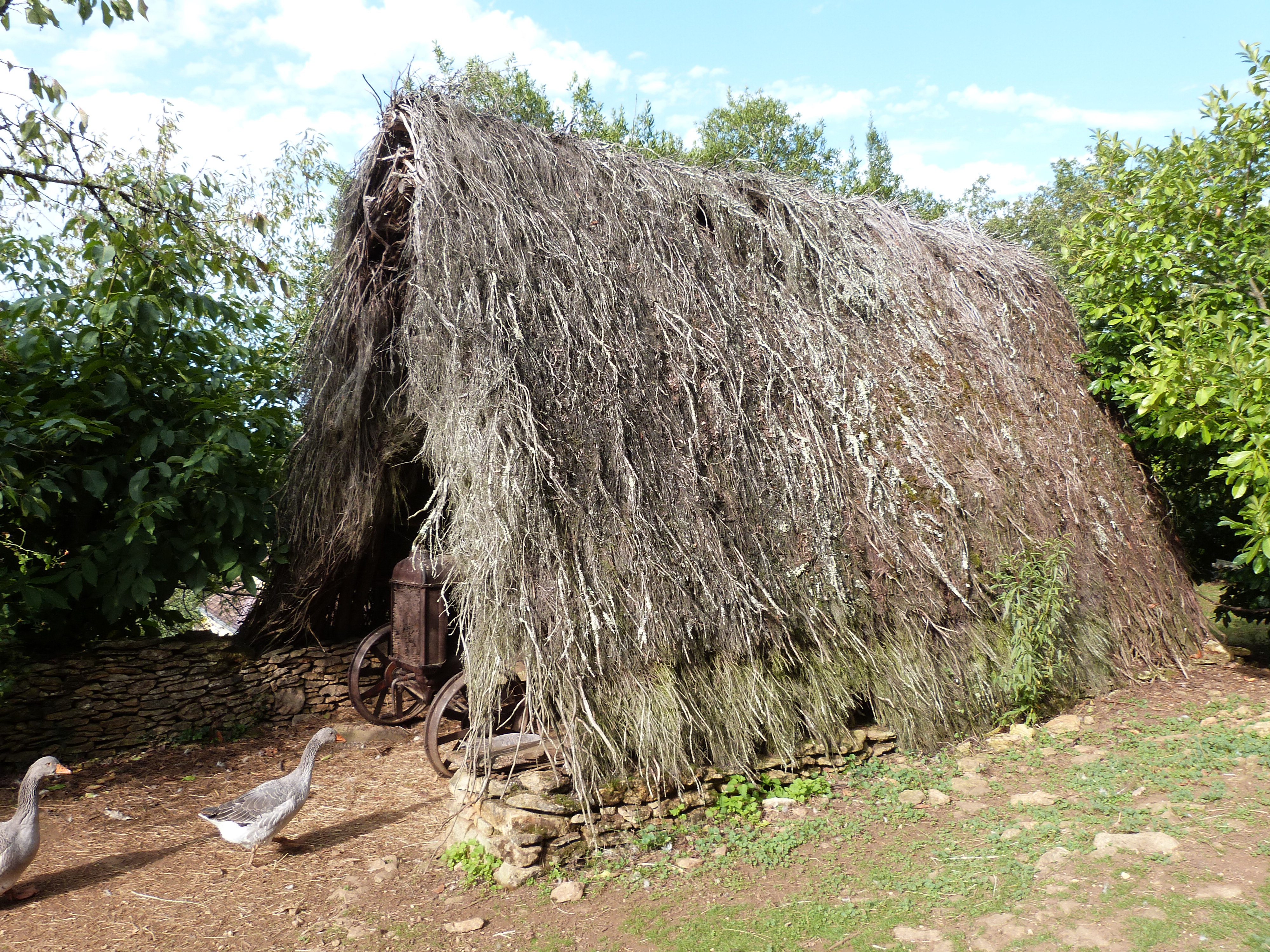
Loge de petite taille